# Psychophora groenlandicaria
Psychophora groenlandicaria är en fjärilsart som beskrevs av Bang-haas 1896. Psychophora groenlandicaria ingår i släktet Psychophora och familjen mätare. Inga underarter finns listade.